# (90731) 1992 OC
(90731) 1992 OC là một tiểu hành tinh vành đai chính. Nó được phát hiện bởi Robert H. McNaught ở Đài thiên văn Siding Spring ở Coonabarabran, New South Wales, Australia, ngày 26 tháng 7 năm 1992.